# クィントゥス・セルウィリウス・プリスクス・フィデナス
クィントゥス・セルウィリウス・プリスクス・フィデナス（ラテン語: Quintus Servilius Priscus Fidenas、生没年不詳）は共和政ローマの政治家・軍人。独裁官を二度務めた。フィデナエと関わり深く、フィデナスのアグノーメンを持っている。

## 経歴
紀元前435年、ローマでは前年から疫病が猛威を奮っており、それに乗じてフィデナエがウェイイと共に攻めてきたため、独裁官を立てる事が決定された。独裁官としてプリスクスが選出され、彼はポストゥムス・アエブティウス・ヘルウァ・コルニケンをマギステル・エクィトゥムに指名した。
彼らは退避した敵を追ってそれを破り、フィデナエを包囲したものの、高い要害の地にある街を一気に落とすのは難しかった。街の背後の防御が手薄なのを見て取ったプリスクスは坑道戦を採用し、軍を4分割して陽動をかけつつトンネルを完成させ、フィデナエを陥落させた。
紀元前428年、ウェイイが攻撃を仕掛けてきたが、これにフィデナエも加わっているという情報があったため、その調査のため3人が選ばれた。その中のひとりとしてプリスクスの名がある。同僚は前年の執政官ルキウス・セルギウス・フィデナス、紀元前437年以降複数回独裁官を務めたマメルクス・アエミリウス・マメルキヌスであった。調査の結果数人が追放された。
紀元前418年、この年は三人の執政武官制で、そのうちの一人ガイウス・セルウィリウス・アクシッラはプリスクスの息子とリウィウスはしている。ラビクム (Rabicum, Rabici) とアエクイ族に攻撃を受けたトゥスクルムから援軍要請があり、元老院によって執政武官二人が派遣されることが決まった。しかし執政武官三人が功を競ってまとまらなかったため、耐えかねたプリスクスが息子をローマに残すと宣言し解決させた。
執政武官二人は出兵したが、協力体制が整わないことを見越したプリスクスは、ローマに残る息子に予備軍を招集させた。プリスクスの予見通り執政武官は失敗し、独裁官の選出が決定されると、プリスクスがその任に就いた。一説によると、プリスクスはマギステル・エクィトゥムに息子を指名したという
出陣したプリスクスは勝利に慢心するアエクイ族を打ち破り、ラビクムに逃げ込む敵を追撃して街を陥落させた。任務を終えたプリスクスは指名されて8日目に独裁官を辞したという。この時の戦いぶりを、独裁官は部隊の旗手に前進を命じ、ためらった者は躊躇なく斬った、とリウィウスとフロンティヌスは記している。